# Metaheerhuis (Muiderberg)
Het metaheerhuis (in het Hebreeuws: Bet Tohorah) is het lijkenhuis van de Joodse begraafplaats te Muiderberg.
Het huidige gebouw is een schepping van de Amsterdamse architect Harry Elte (1880-1944) en sedert 1933 in gebruik.
Het gebouw bestaat uit twee hoofddelen, een hoofdgedeelte onder een schuin pannendak, en een aanbouw voor de werkruimte van de kohaniem.
Het metaheerhuis is erkend als rijksmonument.